# Marco Filippo Tornetta
Marco Filippo Tornetta (* 1955 in New York City) ist ein italienischer Diplomat.

## Studium
1978 schloss er ein Studium der Rechtswissenschaften an der Universität von Rom ab.

## Werdegang
1981 trat er in den auswärtigen Dienst. Er wurde zunächst in der Abteilung diplomatische Konflikte, Verträge und legislative Angelegenheiten, später in der Abteilung für Entwicklungszusammenarbeit beschäftigt. Von 1983 bis 1986 war er Gesandtschaftssekretär zweiter Klasse in Tripolis. Von 1987 bis 1988 war er Konsul in Bordeaux. Von 1989 bis 1990 war er Gesandtschaftssekretär erster Klasse in Ankara. Von 1991 bis 1992 wurde er in der Abteilung Nachrichtenübermittlung beschäftigt. Von 1993 bis 1996 hatte er Exequatur als Generalkonsul in Karatschi. Von 1997 bis 2000 war er Gesandtschaftsrat in Lima. Von 2001 bis 2003 wurde er in der Abteilung Asien, Ozeanien, der Pazifik und die Antarktis und später in der Abteilung Fortbildung beschäftigt. Von 2004 bis 2006 war er Gesandtschaftsrat in Addis Abeba. Von 2007 bis 2008 war er Gesandtschaftsrat in Algier. Von 2009 bis 2011 hatte er Exequatur als Generalkonsul in Metz. Von 2012 bis 2015 wurde er in der Abteilung Europäische Union beschäftigt.
Am 1. Dezember 2015 stimmte das italienische Regierungskabinett seiner Ernennung zum Botschafter in Quito (Ecuador) zu und das Außenministerium gab dies in einer Pressemitteilung bekannt.